# ينغي أباد (شاهين دج)
ينغي أباد هي قرية في مقاطعة شاهين دج، إيران. عدد سكان هذه القرية هو 774 في سنة 2006.